# Vals plat
Vals plat is een term uit de wielersport, waarmee een deel van een parcours wordt aangeduid dat ogenschijnlijk horizontaal – dus gemakkelijk – lijkt te verlopen maar in werkelijkheid een (verraderlijk) stijgings- of dalingspercentage vertoont. Het is dus een vorm van optisch bedrog. Het behoort tot de optische illusie van gravitatieheuvels.